# 海伍德 (北卡羅萊納州)
海伍德（英語：Haywood）是位於美國北卡羅萊納州查塔姆縣的非建制地區。

## 歷史
海伍德的郵局於1802年設立，其後於1937年停運。

## 地理
海伍德所處的海拔為高於海平面75米（即246英呎），而該地所採用的時區為UTC-5，即北美东部时区（EST）。同時該地設有夏令時間，為UTC-5調快一小時，即UTC-4（EDT）。